# Syma
Syma és un gènere d'ocells de la família dels alcedínids (Alcedinidae) que són residents a Nova Guinea i al nord-est d'Austràlia. El gènere va ser introduït pel cirurgià i naturalista francès René Lesson el 1827. Syma era el nom d'una nimfa marina a la mitologia grega.

## Taxonomia
Segons la Classificació del Congrés Ornitològic Internacional (versió 2.5, 2010) aquest gènere està format per dues espècies:
- Syma megarhyncha - Alció muntanyenc.
- Syma torotoro - Alció torotoro.

Els adults d'ambdues espècies tenen el bec groc brillant. El martí pescador de muntanya és endèmic de les regions muntanyoses de Nova Guinea. El martí pescador de bec groc es troba a les zones baixes de Nova Guinea i a la península del cap York al nord-est d'Austràlia.